# Butermini
Contrada Butermini è un sito archeologico presente nel territorio di Raffadali, comune italiano della provincia di Agrigento in Sicilia.

## Sito archeologico
Il sito archeologico occupa l’area occidentale del territorio comunale. É delimitato a nord dal vallone Safo, a sud-ovest dal vallone Canella, a sud dal vallone Tre Quarti. Tali valloni coincidono con i confini amministrativi del comune. A est la contrada ingloba la zona nota come contrada Sant’Avignone, che va considerata per le sue caratteristiche morfologiche come parte di Butermini.
L’aspetto fisico del territorio è caratterizzato da terreni argillosi e da pochi affioramenti di calcare. Dal punto di vista morfologico, Butermini costituisce un unico complesso collinare, che arriva fino a 461 m s.l.m.
Sono presenti due sorgenti perenni, chiamate Canalicchio e Butermini. I terreni sono intensamente coltivati. Prevale il seminativo, ma non mancano pistacchieti e mandorleti. Presso Sant’Avignone sono prevalenti i vigneti.

## Descrizione
L’antico casale di Butermini corrisponde all’attuale contrada Butermini. Il nucleo del casale coincideva con l’attuale sito della Masseria Genuardi, dove si sviluppò un abitato tra l’XI secolo e la prima metà del XII secolo. Tale centro si spopolò a partire dalla seconda metà del XII secolo.
In un documento del 1271 Butermini viene indicato come casale. Nell’adjudicatio dotium di Isabella Chiaromonte sui beni del defunto consorte Lamberto Montaperto del 1343 Butermini è definito tenimentum terrarum, espressione con cui si indicavano le aree disabitate in cui in passato sorgevano casali.

### Reperti
Si segnalano sporadici ritrovamenti di frammenti di tegole di tipo striato. Tali frammenti sono però da ascrivere a uno spostamento di materiali antichi dovuto alle attività agricole moderne. Il casale, intenso come centro abitato, sorgeva probabilmente a breve distanza dalla Masseria Genuardi, su un pianoro. Presso la masseria non sono stati rinvenuti resti di strutture, ma solo materiali  da costruzione e frammenti in abbondanza.
Presso Canalicchio sono state ritrovate frammenti di ceramica monocroma verde e di solcata, che dimostrano la presenza di piccoli nuclei.